# Tratados de Saigón
Los tratados de Saigón fueron dos acuerdos separados firmados a mediados del siglo XIX entre el gobierno de Francia y la dinastía Nguyen de Vietnam. Estos documentos dieron inicio a la colonización francesa en Indochina, permitieron la creación de la colonia de Cochinchina e iniciaron la creación de la Indochina francesa.

## Primer Tratado de Saigón
El Primer Tratado de Saigón se firmó el 5 de junio de 1862, entre los representantes del imperio francés y el último emperador precolonial de la dinastía Nguyen, el Emperador Tự Đức. Sobre la base de los términos del acuerdo Tự Đức cedió la ciudad de Saigón, el archipiélago de Côn Đảo y las provincias de Bien Hoa, Gia Dinh, y Dinh Tuong, que conformaron a la colonia de Cochinchina. Otras de las concesiones hechas incluyeron la libertad de evangelización para los misioneros franceses y el pago de una indemnización por parte de Vietnam. El acuerdo fue ratificado mediante el Tratado de Hué, firmado el 14 de abril de 1863.

## Segundo Tratado de Saigón
El Segundo Tratado de Saigón, firmado el 15 de marzo de 1874, fue negociado por Paul-Louis-Félix Philastre en 1874 y reiteró lo estipulado en el acuerdo anterior. Vietnam reconoció la plena soberanía de Francia sobre las tres provincias capturadas por el almirante La Grandière en 1867. El río Rojo (Song Hong) fue abierto para el comercio, así como los puertos de Hanói, Hải Phòng y Quy Nhơn.
Aunque Francia devolvió el control de Hanoi, el emperador vietnamita estaba ansioso por obtener ayuda de China. Como resultado, tanto Francia como China reclamaron la soberanía sobre el territorio vietnamita. En marzo de 1882, el primer gobernador civil de Cochinchina, Le Myre de Vilers, consideró que el tratado de 1874 aún no había sido cumplido. Esto condujo a la ocupación de Hanoi el 27 de abril de 1882.